# Étréchy (Essonne)
Étréchy település Franciaországban, Essonne megyében. Lakosainak száma 6926 fő (2022. január 1.). Étréchy Mauchamps, Auvers-Saint-Georges, Brières-les-Scellés, Chamarande, Chauffour-lès-Étréchy, Morigny-Champigny, Saint-Sulpice-de-Favières és Villeconin községekkel határos.

## Népesség
A település népességének változása:
| Lakosok száma | 6492 | 6517 | 6624 | 6541 | 6642 | 6729 | 6806 | 6866 | 6926 |
|               | 2013 | 2015 | 2016 | 2017 | 2018 | 2019 | 2020 | 2021 | 2022 |